# ستان مياسيك
ستان مياسيك (بالإنجليزية: Stan Miasek)‏ مواليد 8 أغسطس 1924 - الوفاة 18 أكتوبر 1989، كان لاعب كرة سلة أمريكي. لعب مع عدة فرق في الدوري الأمريكي لكرة السلة للمحترفين.

## المسيرة الاحترافية
لعب مع شيكاغو ستايغس من سنة 1947 إلى 1950، ثم لعب مع بالتيمور باليتس في موسم 1951–1952، ثم لعب مع أتلانتا هوكس في موسم 1952–1953.

## روابط خارجية
- ستان مياسيك على موقع إن بي أي (الإنجليزية)
- ستان مياسيك على موقع سبورتس رفرنس (الإنجليزية)
- ستان مياسيك على موقع ريلجم (الإنجليزية)